# Wei Te-sheng
Dans ce nom chinois, le nom de famille, Wei, précède le nom personnel Te-sheng.
Wei Te-sheng (en chinois traditionnel : 魏德聖 ; pinyin : Wèi Déshèng) est un réalisateur et scénariste taïwanais né le 16 août 1969 à Tainan, Taïwan.

## Biographie
La carrière de Wei Te-sheng commença lorsqu'il travailla dans une petite compagnie de production. Il collabora avec Edward Yang en 1996 pour le film Mahjong (1996) après avoir été son accessoiriste. De 1995 à 1998, il tourna quelques courts-métrages dont Face in the Evening (1995), Three Dialogues (1996) et Before Dawn (1997), qui furent tous récompensés par un Golden Harvest Award for Film and Digital Video. 
C'est en 1999 avec About July qu'il conquit les critiques de films à Taïwan et fut récompensé par une mention spéciale Alcan Dragons And Tigers Award For Young Cinema au Festival international du film de Vancouver.

## Filmographie

### Réalisateur

#### Courts métrages
- 1995 : Face in the Evening
- 1996 : Three Dialogues
- 1997 : Before Dawn

#### Longs métrages
- 1999 : About July (Qiyue tian)
- 2008 : Cape No. 7 (Hái-kak chhit-ho)
- 2011 : Seediq Bale ([Warriors of the Rainbow: Seediq Bale ; Sàidékè balái)
- 2011 : 10+10 (segment « Debut »)

### Assistant réalisateur
- 1996 : Mahjong d'Edward Yang